# ماريا جيرو
ماريا جيرو (بالإسبانية: María Giro)‏ هي متسابقة بياثل أرجنتينية، ولدت في 12 مايو 1971 في بوينس آيرس في الأرجنتين.

## وصلات خارجية
- ماريا جيرو على موقع IBU (الإنجليزية)
- ماريا جيرو على موقع أوليمبيديا (الإنجليزية)